# 1992 في بيرو
فيما يلي قوائم الأحداث التي وقعت خلال عام 1992 في بيرو.

## سياسة

### تعيين في المنصب
- 1 يناير – آلفين بي آدامز جونيور سفير الولايات المتحدة  لدى بيرو [الإنجليزية]‏.

### انتهاء فترة المنصب
- 5 أبريل – فرناندو تيري عضو مجلس شيوخ بيرو ‏، عضو مجلس الشيوخ البيروفي ‏.
- 5 أبريل – لويس سانشيز عضو مجلس شيوخ بيرو ‏.
- 5 أبريل – ماكسيمو سان رومان عضو مجلس شيوخ بيرو ‏، نائب رئيس بيرو [الإنجليزية]‏.

## رياضة
- 1 يناير – الدوري البيروفي لكرة القدم 1992 الفائز نادي يونيفرسيتاريو.
- 1 يناير – بطولة أمريكا الجنوبية لألعاب القوى للناشئين 1992
- 1 يناير – دوري الدرجة الثانية البيروفي 1992 الفائز اتحاد هوارال.

## مواليد

### يناير
- 10 يناير – أندرسون سانتاماريا لاعب كرة قدم بيروفي.

### فبراير
- 25 فبراير – دويليو بيريتا لاعب كرة مضرب بيروفي.

### مارس
- 4 مارس – ديايير رييس لاعب كرة قدم بيروفي.

### أبريل
- 5 أبريل – خوسيه لويس روجاس
- 28 أبريل – خوان دييغو غوتيريز لاعب كرة قدم بيروفي.

### مايو
- 4 مايو – الكسندر كالينس لاعب كرة قدم بيروفي.
- 17 مايو – رودريغو كوبا لاعب كرة قدم بيروفي.

### أغسطس
- 16 أغسطس – ألكساندرا مونيوث لاعبة كرة طائرة بيروفية.
- 25 أغسطس – ميغيل تراوكو لاعب كرة قدم بيروفي.

### أكتوبر
- 24 أكتوبر – جينو غيريرو لاعب كرة قدم بيروفي.